# Dario (krater)
Dario är en nedslagskrater på planeten Merkurius, med en diameter på ungefär 151 kilometer.
Den är uppkallad efter poeten Rubén Darío.